# Limnonectes megastomias
Limnonectes megastomias es una especie de anfibio anuro de los dicroglósidos. Solo se conoce del este de Tailandia.